# 咸平ジャンクション
咸平ジャンクション（ハムピョン-）は全羅南道咸平郡にある西海岸高速道路（15号線）と務安-光州高速道路（12号線）を結ぶジャンクションである。

## 接続する路線

### ソウル・木浦方面
- 湖南高速道路（3番）

### 務安・光州方面
- 務安-光州高速道路（4番）

## 隣
西海岸高速道路
務安IC - 咸平JCT - 咸平IC
務安-光州高速道路
北務安IC - 咸平JCT - 咸平??SA